# Хорн, Томас (актёр)
Томас Хорн (англ. Thomas Horn; 1997, Сан-Франциско, Калифорния, США) — американский актёр, известный по роли Оскара Шелла в фильме «Жутко громко и запредельно близко».

## Биография
Родился в 1997 году в городе Сан-Франциско в семье врачей. Его мать хорватка, и Томас свободно говорит на хорватском языке, а также знает севернокитайский и испанский. Его отец-немец по происхождению.
Живёт в районе залива Сан-Франциско.
В 2010 году победил в игре Jeopardy! Продюсер Скотт Рудин был очень впечатлен мальчиком и предложил ему пройти прослушивание на роль Оскара Шелла в фильме «Жутко громко и запредельно близко», которое он успешно прошёл.

## Фильмография
| Год  |   | Русское название                  | Оригинальное название               | Роль          |
| ---- | - | --------------------------------- | ----------------------------------- | ------------- |
| 2011 | ф | Жутко громко и запредельно близко | Extremely Loud and Incredibly Close | Оскар Шелл    |
| 2013 | ф | Космические воины                 | Space Warriors                      | Джимми Хокинс |

## Награды
2011 — «Жутко громко и запредельно близко»
- Broadcast Film Critics Association Awards — Лучший юный актёр / актриса
- Phoenix Film Critics Society Awards — Лучшее исполнение роли юным актёром
- Phoenix Film Critics Society Awards — Открытие в кино